# Palästinalied
Das Palästinalied ist ein Ton von Walther von der Vogelweide. In poetischer Form thematisiert es die Teilnahme an einem Kreuzzug und stellt die religiöse Bedeutung des Heiligen Landes aus christlicher Sicht dar. Anlässlich welchen (tatsächlichen oder nur fiktiven) Kreuzzuges es verfasst sein könnte, ist unbekannt. Überliefert sind 13 Strophen in mittelhochdeutscher Sprache. Davon stammen sicher nicht alle von Walther, einige sind spätere Zudichtungen. Die Anzahl der echten Walther-Strophen ist umstritten; die sieben, welche mit Sicherheit Walther zugeschrieben werden können, sind in der Handschrift A (Kleine Heidelberger Liederhandschrift) enthalten. Ob bzw. wie viele der nur in jüngeren Handschriften überlieferten weiteren Strophen von Walther sind, ist ebenfalls nicht bekannt. Entsprechende Strophen werden deshalb oft gekennzeichnet (wie unten durch eine geringere Schriftgröße).

## Allgemeines
Das Palästinalied ist das einzige Werk Walthers, welches vollständig mit einer Melodie überliefert wurde. Die früheste Quelle für die Melodie ist das Münstersche Fragment, eine Liederhandschrift aus der ersten Hälfte des 14. Jahrhunderts, etwa 100 Jahre nach Walthers Tod. Daher ist nicht sicher, ob die Melodie nicht bereits verändert wurde, was besonders hinsichtlich der Vermutung eine Rolle spielt, ob Walther in ihr eine ältere Melodie benutzte (‚Kontrafaktur‘), beziehungsweise inwieweit er von einer solchen inspiriert worden sein könnte. In der Forschung ist mehrfach auf melodische Ähnlichkeiten mit dem Lied Lanqand li jorn des Trobadors Jaufré Rudel, aber auch mit der Antiphon Ave Regina caelorum hingewiesen worden, ohne dass sich ein klares Vorbild für Walthers Melodie hätte bestätigen lassen. Linienlose Neumen in der Handschrift der Carmina Burana, die die erste Strophe des Palästinalieds (CB 211a) enthält, sind undeutbar. Die Strophe steht dort als Anhang des lateinischen Lieds Alte clamat Epicurus (CB 211), dessen Melodie der des Palästinalieds nachgebildet ist.
Inhaltlich setzt das Palästinalied einen Schwerpunkt auf religiöse Aspekte. Es ist als Rollenrede eines Pilgers im Heiligen Land gestaltet, der die Orte zentraler Stationen des Lebens Jesu Christi (Geburt, Taufe, Passion, Begräbnis, Auferstehung, Himmelfahrt und Wiederkunft) gläubig mit eigenen Augen erfährt. Auch politische Propaganda kann in dem Text gesehen werden. Walther von der Vogelweide vergegenwärtigt den christlichen Anspruch auf die Palästinaregion, indem das lyrische Ich an einem Kreuzzug in das sogenannte Heilige Land teilnimmt. Mit der Strophe Juden, Cristen unde heiden (Juden, Christen und die Heiden) legt er den Anspruch aller drei Religionen auf das Heilige Land zugunsten des Christentums aus (vgl. genannte Strophe), was man auf die Palästinapolitik Friedrichs II. beziehen kann. Ob Walther persönlich an einem Kreuzzug teilgenommen und jene Orte selbst vor Augen gehabt hat, kann nicht mit Gewissheit gesagt werden.

## Text und Übersetzung
Vom Palästinalied überliefert die Handschrift A sieben Strophen, andere Hss. bis zu elf, aber zum Teil unterschiedlich auswählend. Die abweichende Strophenzahl kann verschieden erklärt werden. Übereinstimmung besteht, dass eine nur in zwei Hss. überlieferte und inhaltlich sehr dürftige Strophe 3 nicht von Walther sein kann, sondern dass da jemand zu einem bekannten Lied etwas dazudichtete. Die sieben Strophen, die sicher von Walther sind und vier weitere, von denen bisweilen gesagt wird, sie könnten von Walther stammen, folgen hier; die vier nicht in A befindlichen, deren poetische Qualität nicht ganz auf der Höhe der sieben A-Strophen liegt, in Kleindruck.
| 1. Nû alrêst lebe ich mir werde, sît mîn sündic ouge siht daz hêre lant und och die erde, dem man vil der êren giht. Mirst geschehen, des ich ie bat, ich bin komen an die stat, dâ got menschlîchen trat. | Nun erst lebe ich mir würdig, weil mein sündiges Auge das hehre Land und auch die Erde sieht, die man so vieler Ehren rühmt. Nun ist geschehen, worum ich immer bat: ich bin an den Ort gekommen, den Gott als Mensch betrat. |

alrêst (= allêrst) allererst, zum ersten Mal; sît seit, seitdem, weil, weil nun; gihet Inf. jehen‚ von jemandem etwas sagen, jemandem etwas zugestehen; stat Stätte, Ort.
| 2. Schœne lant, rîch unde hêre, swaz ich der noch hân gesehen, sô bist dûz ir aller êre, waz ist wunders hie geschehen: Daz ein maget ein kint gebar, hêre uber aller engel schar, was daz niht ein wunder gar? | Schöne Länder, reich und herrlich, welche ich da noch gesehen habe, du übertriffst sie alle. Welche Wunder sind hier geschehen! Dass eine Jungfrau ein Kind gebar, hoch erhaben über aller Engel Schar, war das nicht etwa ein Wunder? |

dûz Kontraktion aus dû ez; gar gänzlich, völlig, ganz und gar.
| 4. Hie liez er sich reine toufen, daz der mensche reine sî. dô liez er sich hie verkoufen, daz wir eigen wurden vrî. Anders wæren wir verlorn. wol dir sper, cruze unde dorn! wê dir, heiden! daz ist dir zorn. | Hier ließ er sich rein taufen, damit der Mensch rein werde. Dann ließ er sich hier verkaufen, damit wir Unfreien frei würden. Sonst wären wir verloren. Wohl dir, Speer, Kreuz und Dorn(enkrone)! Weh dir, Heidenschaft! Das erregt deinen Zorn. |

reine als Reiner (d. h.: obwohl er selbst schon rein war); eigen Leibeigene, Unfreie; daz ist dir zorn: das (die Tatsache, dass Jesus die Menschheit erlöste) erregt deine Wut; zorn, Unwille, Wut, Empörung, Beleidigung.
| 5. Dô er sich wolte über uns erbarmen, hie leit er den grimmen tôt, er vil rîche über uns vil armen, daz wir komen ûz der nôt. Daz in dô des niht verdrôz, daz ist ein wunder alze grôz, aller wunder übergenôz. | Als er sich unser erbarmen wollte, erlitt er hier den grimmigen Tod, er, der mächtige, um uns Armer willen, damit wir gerettet würden. Dass er das nicht ablehnte, das ist ein allzugroßes Wunder, größer als alle anderen Wunder. |

verdrôz, Präteritum von verdriezen; alze ‚allzu; übergenôz, ohnegleichen.
| 6. Hinnen vuor der sun zer helle, von dem grabe, dâ er inne lac. des was ie der vater geselle, und der geist, den nieman mac Sunder gescheiden, dêst al ein, sleht unde ebener danne ein zein, alse er Abrahâm erschein. | Von hier fuhr der Sohn zur Hölle, aus dem Grab, darin er lag. Daher, was der Vater immer vereinte und der Geist, den nichts von ihnen scheiden kann: sie sind alle Eins, schlicht und ebener als ein Pfeilschaft, wie er Abraham erschienen war. |

des, deswegen, deshalb, daher; zein Ast, Strahl, Stab, Pfeilschaft
| 7. Dô er den tievel dô geschande, daz nie keiser baz gestreit, dô vuor er her wider ze lande. dô huob sich der juden leit, Daz er hêrre huote brach, und daz man in sît lebendic sach, den ir hant sluoc unde stach. | Nachdem er dort den Teufel besiegte, wie nie ein Kaiser besser kämpfte, kam er wieder in dieses Land zurück. Damit begann das Leid der Juden, weil er, der Herr, ihrer Haft entkam und man ihn später lebend sah, den sie erschlugen und erstochen haben. |

baz, gut (Komparativ von  wol, des Adverbs von guot); huote, Hut, hier: Gefangenschaft
| 8. Dar nâch was er in deme lande vierzic tage, dô fuor er dar, dannen in sîn vater sande. sînen geist er uns bewar, Den sant er hin wider zehant. heilic ist daz selbe lant, sîn name, der ist vor got erkant. | Danach verweilte er in dem Land vierzig Tage lang. Dann ging er dahin zurück, von wo ihn sein Vater ausgesandt hatte. Seinen Geist, der uns schützen möge, sandte er sogleich wieder dorthin. Dieses Land ist heilig, denn sein Name stammt von Gott. |

zehant, sofort; erkant, hier: herstammend
| 9. In diz lant hât er gesprochen einen angeslîchen tac, dâ die witwe wirt gerochen und der arme clagen mac Und der weise den gewalt, der dâ wirt an ime gestalt: wol ime dort, der hie vergalt. | In diesem Land hat er einen schrecklichen (Gerichts)tag angekündigt, an dem die Witwe gerächt wird und der Waise klagen kann, und (wie auch) der Arme, von der Gewalt die man ihm angetan hat. Wohl ihm dort, der hier vergalt! |

angeslîch ‚angsterregend‘, vergalt, hier: Gutes tat
| 10. Unserre lantrehtære tihten fristet dâ niemannes clage, wan er wil dâ zestunt rihten: sô ist ez an dem lesten tage. Und swer deheine schulde hie hât unverebenet, wie der stât dort, dâ er pfant noch bürgen hât. | (Nicht) wie unsere Landesrichter es täten, wird da niemandes Klage aufgeschoben, denn er wird dort zur Stunde richten, so wird es sein am letzten Tag: Wer hier irgendeine Schuld unbeglichen hinterlässt, wie steht der da, dort, wo er weder Pfand noch Bürgen hat! |

vristen(Inf.), verzögern, aufschieben, hinhalten; zestunt, ohne Verzögerung, pünktlich
| 11. Juden, Cristen unde heiden jehent, daz diz ir erbe sî. got sol uns ze reht bescheiden dur die sîne namen drî. Al diu welt, diu strîtet her: wir sîn an der rehten ger, reht ist, daz er uns wer. | Christen, Juden und Heiden behaupten, dass dies ihr Erbe sei. Gott müsste es gerecht entscheiden, durch die drei seiner Namen. Die ganze Welt bekriegt sich hier. Wir sind mit unserer Bitte im Recht, und daher ist es Recht, dass er sie uns gewähre. |

heiden, gemeint: Muslime; ger, „Begehr“, Bitte, Absicht
| 12. Irlât iuch nit verdriezen, daz ich noch gesprochen hân. sô wil ich die rede entsliezen kurzwîlen und ouch wizzen lân, Swaz got wunders hie noch lie, mit der welte ie begie, daz huob sich dort und endet hie. | Nun lasst euch davon nicht verdrießen, dass ich noch weitererzählt habe. Ich will euch die Rede erklären in aller Kürze und euch wissen lassen, das was Gott mit den Menschen seither an Wundern in der Welt begonnen hat, das hat hier angefangen und wird hier enden. |

entsliezen, erklären, (den Sinn) offenbaren
Die hier als letzte abgedruckte Strophe, die alle Forscher, die sie für echt halten, an die vorletzte Stelle rücken müssen, die aber in drei von vier Handschriften, die sie überliefern, eindeutig als letzte steht (in der vierten ist sie wie eine andere der hier klein gedruckten Strophen am Rande nachgetragen) trägt die Zeichen des Sekundären am deutlichsten und macht die Entscheidung leicht, die ganze Gruppe 5 8 10 12 Walther abzusprechen. Zusammen mit der sicher noch jüngeren Zudichtung Strophe 3 (die hier weggelassen ist) und der Überlieferung der Melodie zeigen sie die Beliebtheit des Palästinaliedes. Eine Hs. stellt die letzte echte Strophe 11 als zweite. Das lässt sich als Einfluss mündlicher Überlieferung erklären, wenn bei allgemeinem Gesang nur die erste und letzte Strophe eines Liedes gesungen wurden.

## Rezeption
Durch Neuinterpretationen wie z. B. von Annwn, Ougenweide, Bärengässlin, Eisenfunk, Corvus Corax, Saltatio Mortis, In Extremo, Qntal, Heimatærde, Estampie, van Langen, Michael Völkel, Unto Ashes und Darbietungen auf vielen Mittelalterfesten hat das Lied in den letzten Jahren eine Renaissance erfahren.
Van Langen hat 2003 das Palästinalied-Projekt ins Leben gerufen. Auf der CD „Palästinalied“ sind 20 Bands vertreten (unter anderem Corvus Corax, Die Streuner, D’Arcadia und weitere). Durch dieses Projekt wird das Hadassah-Krankenhaus in Israel unterstützt. Die Spendengelder wurden am 24. Mai 2008 auf der Clingenburg im Rahmen des Minnesängerwettstreits übergeben.
Das italienische Ensemble Modo Antiquo spielte den Ton im Stil der historischen Aufführungspraxis ein.

### Maßgebliche Textausgabe
- Walther von der Vogelweide. Leich, Lieder, Sangsprüche. 15., veränderte und um Fassungseditionen erweiterte Auflage der Ausgabe Karl Lachmanns. Aufgrund der 14., von Christoph Cormeau bearbeiteten Ausgabe neu herausgegeben, mit Erschließungshilfen und textkritischen Kommentaren versehen von Thomas Bein. Edition der Melodien von Horst Brunner. de Gruyter, Berlin/Boston 2013, ISBN 978-3-11-017657-5, e-ISBN 978-3-11-029558-0, S. 31–50 (eingeschränkte Vorschau in der Google-Buchsuche).

### Quelle für die Übersetzung und Worterklärungen
- Hermann Reichert: Walther von der Vogelweide für Anfänger.  3., überarbeitete Auflage. facultas.wuv, Wien 2009, ISBN 978-3-7089-0548-8.

### Forschungsliteratur
- Christopher R. Clason: Walther von der Vogelweide and the Middle East: “Holy Land” and the Heathen. In: Albrecht Classen (Hrsg.): East Meets West in the Middle Ages and Early Modern Times. de Gruyter, Berlin 2013, ISBN 978-3-11-032878-3, S. 389–426, doi:10.1515/9783110321517.389 (abgerufen über De Gruyter Online).
- Meinolf Schumacher: Die Konstituierung des „Heiligen Landes“ durch die Literatur. Walthers „Palästinalied“ und die Funktion der europäischen Kreuzzugsdichtung. In: Klaus-Michael Bogdal (Hrsg.): Orientdiskurse in der deutschen Literatur. Aisthesis, Bielefeld 2007, ISBN 978-3-89528-555-4, S. 11–30 (Digitalisat; PDF; 432 kB).